# Militærbase
En militærbase er et område som er opprettet for at huse militært udstyr, soldater og andre personer som arbejder for et militærvæsen. Baserne kan have et eller flere formål, som eksempelvis fæstningsværk, lager, militær skibsbygning, militær uddannelse, militær administration og strategisk ledelse. Rene administrations- eller skoleinstitutioner vil normalt ikke betegnes som militær base. Historisk har militære baser alt efter formålet, blevet lagt på strategisk vigtige steder, eller omvendt på godt beskyttede steder langt inde på eget territorium for at undgå fjendtlig overtagelse.
Historisk har oversøiske militærbaser ofte haft som opgave at stationere tropper som kontrollerer en koloni. I krigstid eller fredsbevarende operationer kan der etableres midlertidige militære baser. Eksempler fra Afghanistan er Ghormach-basen og Marmal-lejren, Bhagram-basen og Eglin Air Force Base.